# 広田勇二
広田 勇二（ひろた ゆうじ）は、大分県出身の俳優である。音楽座ミュージカル所属。血液型はA型。

## 人物
玉川大学文学部芸術学科演劇専攻（中退）。TBS緑山塾、劇団四季出身。2004年から音楽座ミュージカル所属となり、舞台を中心に活躍する。

## 主な出演

### 舞台
- 『ジーザス・クライスト＝スーパースター』（劇団四季）
- 『イントゥ・ザ・ウッズ』[2]－「ラプンツェルの王子」役（2004年・2006年、演出：宮本亜門）
- 『レ・ミゼラブル』
- 『太平洋序曲[3]』（2002年、演出：宮本亜門）
- ミュージカル『美少女戦士セーラームーン』－「ダーク・プラズマン」役（2004年夏－2005年冬）
- 『マリー・アントワネット』
- 『スクルージ』
- 『Bye Bye My Last Cut』[4]
- 『ボニー&クライド』[5]

#### 音楽座ミュージカル
- 『メトロに乗って』（2007年、2014年）－主役・「小沼真次」役[6]
- 『リトルプリンス〜星の王子さま〜』－「飛行士」「キツネ」役
- 『LOVE OF SEVEN DOLLS 七つの人形の恋物語』－「キャプテン・コック」「レイナルド」役
- 『ホーム～はじめてテレビがきた日』－「藤井宏」役
- 『アイ・ラブ・坊っちゃん』（2011年）－主役・「夏目漱石」役
- 『マドモアゼル・モーツァルト』－「サリエリ」役
- 『とってもゴースト』－「ガイド」役
- 『泣かないで』－「田口」「中野」役
- 『シャボン玉とんだ宇宙までとんだ』－「ゼス、早瀬」「マスター」役
- 『21C:マドモアゼル モーツァルト』－「サリエリ」役
- 『ラブ・レター』－（2013年、2015年）主役・「吾郎」役
- 『You Know Me〜あなたとの旅〜』（2025年公演予定）[7]
- 『LIGHT YEARS -幾光年- The Musical』（2025年公演予定）[8]

### CM
- 浅田飴
- トヨタ